# Filippide (comico)
Filippide (in greco: Φιλιππίδης; Atene, 370 a.C. circa – 307 a.C. circa) è stato un commediografo ateniese, uno degli esponenti della Commedia nuova, uno dei cinque commediografi attici inclusi nel Canone alessandrino compilato nel III secolo a.C. da Aristofane di Bisanzio e da Aristarco di Samotracia.

## Biografia
Filippide figlio di Filocle del demo di Cefale fiorí verso la 111ª Olimpiade, quando incominciò a regnare Alessandro Magno. Secondo Plutarco fu amico di Lisimaco e intervenne più volte presso di lui a favore di Atene.
Filippide, esponente del partito conservatore ed entrato nel governo della polis dopo la battaglia di Ipso, fu avverso all'oratore Stratocle e compose contro di lui dei versi dando ai suoi decreti la colpa di un freddo fuori stagione che guastò le viti, i fichi e le biade.
Morì verso la 118ª Olimpiade, cioè intorno al 307 a.C., per l'eccessiva gioia dovuta al sentirsi inaspettatamente dichiarato vincitore in un agone. Proprio per i suoi meriti, l'arconte Eutio fece approvare, nel 280, un decreto onorifico postumo per il poeta.

## Opere
Filippide compose e rappresentò quarantacinque commedie, delle quali ci restano alcuni titoli, come La Sparizione dell'Argento, Le Celebranti, Le Feste di Adone, Connaviganti, Fileuripide, Ringiovanimento, Anacreusa, Amfiarao, Laciadi, Filadelfi, Avaro.
In esse era spesso attaccato il lusso e la corruzione del suo tempo, con attacchi e riferimenti specifici alle persone, in una prospettiva politica non dissimile da quella della commedia antica: in tal senso, tra gli altri, Plutarco lo loda notevolmente.